# 3-я дивизия (Япония)
Третья диви́зия Импера́торской а́рмии Япо́нии (яп. 第三師団) — пехотная дивизия Императорской армии Японии.
3-я дивизия была сформирована в Нагое в январе 1871 года как гарнизон Нагои (名古屋鎮台, Нагоя чиндай), одно из шести региональных командований, созданных в молодой Императорской армии Японии. Гарнизон Нагои отвечал за центральный регион Японии. Этот регион был известен как район Тюбу и простирался от префектуры Айти до префектуры Исикава. По рекомендации прусского военного советника японского правительства Якоба Меккеля шесть региональных командований были преобразованы в дивизии в рамках реорганизации армии 14 мая 1888 года.
Сформирована в 1888 году в Хиросиме. Участвовала в первой японо-китайской войне (1894—1895) , русско-японской войне, маньчжурском инциденте, сибирском походе, второй японо-китайской войне (1937—1945) и войне на Тихом океане. Расформирована в 1945 году в связи с капитуляцией Японской империи во Второй мировой войне.
Также известна как дивизия «Карпы», название которой происходит от Хиросимского замка, так называемого «замка карпов».

## История формирования
Пятая дивизия была сформирована 14 мая 1888 года на основе Хиросимского гарнизона, основанного в 1873 году. Она была одним из шести старейших армейских подразделений Японии. В состав дивизии входили выходцы из региона Тюгоку Западной Японии — префектур Хиросима, Ямагути и Симане. Главный штаб находился в городе Хиросима.

### Японо-китайская война (1894—1895)
29 июня 1894 года 5-я дивизия вошла в состав смешанного корпуса генерал-майора Осимы Ёсимасы и была отправлена на фронт одной из первых. Этот корпус вступил в бой с китайскими войсками империи Цин на юге Сеула, в Корее. Битва, которая была первым столкновением японских войск с иностранными после реставрации Мэйдзи, длилась один день и завершилась победой японцев. После этого дивизия в составе корпуса Осимы участвовала в захвате Пхеньяна, переправе через реку Ялуцзян и боях за порт Нючжуан.
Во время боксёрского восстания в Китае в 1900 году 5-я дивизия была основным военным подразделением восьми военных контингентов союзных государств, участвовавших в подавлении восстания.

### Русско-японская война (1904—1905) и Сибирский поход (1919)
В 1904 году 5-я дивизия была прикреплена к 4-й армии. С 24 августа по 3 сентября она участвовала в победной битве при Лаояне, с 5 по 17 октября 1904 года — в битве на реке Шахе, которая завершилась ничьей, а с 20 февраля по 10 мая 1905 года — в битве при Мукдене, увенчавшейся победой Японии.
После подписания Портсмутского мира с Российской империей, с 1911 по 1913 годы «хиросимские карпы» расквартировались в Маньчжурии.
В 1919 году 5-я дивизия приняла участие в антибольшевистском Сибирском походе.

### Японо-китайская война (1937—1945)
В июле 1937 года Гарнизонная армия в Китае получила в качестве подкреплений 20-ю дивизию из Кореи и две отдельные смешанные бригады из находящейся в Маньчжоу-го Квантунской армии, а также 5-ю, 6-ю и 10-ю пехотные дивизии с Японских островов.
27 июля 1937 года 5-я дивизия вошла в состав японской Гарнизонной армии в Китае и вступила в Северный Китай. 31 августа Гарнизонная армия в Китае была ликвидирована, а вместо неё появился Северо-Китайский фронт. 5-я дивизия перешла в прямое подчинение этого фронта и участвовала в Чахарской операции и захвате города Тайюань. 30 марта 1938 года она вошла в состав 2-й армии и была брошена в битву за Сюйчжоу.
19 сентября 1938 года 5-ю дивизию перевели в подчинение 21-й армии для участия в завоевании провинции Гуандун в Южном Китае. 29 ноября Хиросимское подразделение снова перебросили в Северный Китай, в состав 12-й армии.
16 октября 1939 года 5-ю дивизию вторично перевели на китайский юг, прикрепив к 21-й армии, а после ликвидации последней 9 февраля 1940 года, передали 22-й армии и отправили на завоевание Французского Индокитая-->
9 декабря 1938 года 3-я дивизия была подчинена 11-й армии и впоследствии стала одной из дивизий, приписанных к Китайской экспедиционной армии (CGA) со штаб-квартирой в Нанкине. Будучи одним из самых мощных подразделений на театре военных действий, 3-я дивизия участвовала почти во всех сражениях в центральном Китае. Во время Чжэцзян-Цзянсийской кампании 4 июля 1942 года она была преобразована в треугольную дивизию. Позже дивизия некоторое время служила штабом и гарнизонной дивизией стратегически важной провинции Чжэцзян.